# Novalena nova
Novalena nova là một loài nhện trong họ Agelenidae.
Loài này thuộc chi Novalena. Novalena nova được Octavius Pickard-Cambridge miêu tả năm 1896.